# Пољопривредна школа Врање
Пољопривредно ветеринарска школа „Стеван Синђелић”. Ова средња школа основана је 1990. године. Налази се у улици Браће Рибникар бб, настава се обавља само у првој смени.
Ова средња школа обухвата следеће образовне профиле.
1. Прехрамбени техничар
2. Техничар за биотехнологију
3. Ветеринарски техничар
4. Пољопривредни техничар

Вежбе и теоријска настава изводи се у школским кабинетима. Пракса се одвија на форми.

## Прехрамбени техничар
Овај образовни профил траје четири године. По завршетку ученици се могу запослити у индустрији млека, меса, пекари. Могу се запослити као биотехничари. После завршетка овог смера могу да наставе студирање на било ком факултету. 

## Техничар за биотехнологију
Велике су могућности да се ове године укида овај образовани профил. Биотехничким путем производи се велики број материја које су неопходне за човека. Смер обухвата посматрање микроорганизама, развој, истраживање, истраживање. Након завршене четврте године ученици могу да примене своје знање у фабрикама за производњу хране затим могу да раде као испитивачи хране и воде.  

## Ветеринарски техничар
Овај образовани профил такође траје четири године. У питању је ветерина. По завршетку ученици могу да раде у амбулантама, фармама, ветеринарским апотекама итд.

## Пољопривредни техничар
Као и претходна три смера и овом образованом профилу школовање траје четири године. Ученици стичу велика знања о пољопривреди, гајењу културних биљака, обрађивању земљишта и сл. Након завршетка могу се уписати на: Војну академију, ДИФ, Медицину итд...